# Tribunal de Recurso Penal (Irlanda)
O Tribunal de Recurso Penal (em irlandês: An Chúirt Achomhaire Choiriúil) da Irlanda ouve os recursos de possíveis infrações que já foram ouvidas no Tribunal de Círculo, o Supremo Tribunal de Justiça e/ou no Tribunal Penal Especial. 
O tribunal conta com um juiz e dois juízes do Supremo Tribunal. 
O tribunal pode ouvir apelos por um réu contra a condenação, contra a sentença ou contra a sentença e condenação. O Diretor do Ministério Público também pode recorrer de uma sentença com o argumento de que é excessivamente branda. 
Um novo recurso para o Supremo Tribunal só cabe quando o Tribunal de Recurso Penal em si ou o Procurador-Geral certifica-se que uma questão de direito público de excepcional importância tem de ser resolvida.